# Politique du ventre
Pour les articles homonymes, voir ventre (homonymie).
La Politique du ventre est un concept qui désigne une manière d'exercer l'autorité avec un souci exclusif de la satisfaction matérielle d'une minorité. Il a été développé par Jean-François Bayart dans son ouvrage L’État en Afrique : la politique du ventre.

## Contenu
La politique du ventre est, pour cet auteur, la manière dont ont évolué les États d'Afrique nouvellement indépendants. La caractéristique principale de cette forme de politique est que ceux qui exercent une fonction politique, l'exercent prioritairement pour en retirer certains avantages personnels et non pour proposer un véritable programme économique, politique et/ou sociétal.
Cette notion est à rattacher au néo-patrimonialisme de Jean-François Médard.

## Développement
Bayart conteste l'image d'une société africaine impuissante et passive face à la domination étatique. L'État africain est une hybridation entre l'État bureaucratique occidental et les sociétés africaines car elles se le sont réapproprié. Ce qui est considéré comme pathologique (corruption, etc.) par Bertrand Badie est normal pour Bayart.
Par rapport à la domination extérieure, ces sociétés ne sont pas passives à leur dépendance. Les gouvernements africains profitent des ressources que cette dépendance leur procure.
L'État postcolonial fonctionne comme un rhizome de réseaux personnels et assure la centralisation politique et la gouvernementalité par le truchement de liens de parenté, de cooptation, d'alliance et d'amitié. Enfin, il fonctionne sur le système des prébendes. Il ne faut pas voir dans ces agissements de la simple corruption : ils sont la trame et la lutte pour le pouvoir qui est d'abord une lutte pour les richesses, la politique du ventre. La décolonisation a de plus donné un accès direct à des ressources jusque-là en grande partie inaccessibles aux élites africaines, et ainsi permis d'alimenter le système des prébendes et de cooptation.

Dans ce système, les conflits de pouvoir se structurent non pas autour de classes sociales mais de factions, de clans, qui parasitent les institutions. Ces luttes factionnelles irradient tous les secteurs de la société : c'est là que le haut rencontre le bas. Les réseaux s'étendent verticalement en vue de l'échange inégal de biens et de services.
La lutte d'influence consiste essentiellement à user de tous les moyens pour bâtir sa réputation et asseoir son prestige et son autorité aux dépens des autres. Or, la richesse matérielle fait partie de ce prestige en Afrique, c'est une vertu politique car elle permet d'entretenir un réseau, de redistribuer (inégalement) les richesses à ceux d'en bas par l'intermédiaire de ce réseau.

## Critiques
Il néglige le fait que le système des prébendes tend à renforcer les inégalités sociales et ne permet donc pas de réguler sans violence les rapports sociaux. Il décrit ce système comme participant de la gouvernementalité de Foucault alors même que ce système ne permet pas de protéger l'ensemble de la population, d'œuvrer pour son bien-être ni même de la contrôler efficacement. Ce système permet de contrôler ses dépendants, et en moindre mesure ses opposants (cooptation), mais il est fragile car il n'est pas basé sur l'intériorisation de certaines normes et est dépendant des ressources nécessaires à sa perpétuation.